# Variety
Variety é uma companhia de mídia sediada nos Estados Unidos, de propriedade da Penske Media Corporation. A companhia foi fundada por Sime Silverman na cidade de Nova Iorque em 1905 como um jornal semanal de reportagens sobre teatro e vaudeville. Em 1933, adicionou a revista Daily Variety, baseada em Los Angeles, para cobrir a indústria cinematográfica. O site Variety.com expandiu a área coberta pela empresa para cobrir notícias de entretenimento, críticas, resultados de bilheteria, histórias de capa, vídeos, galerias de fotos e recursos, além de um banco de dados de créditos, gráficos de produção e calendário, com conteúdo de arquivo que remonta a 1905.